# Rugby Challenge (jeu video)
 (mai 2012).
Si vous disposez d'ouvrages ou d'articles de référence ou si vous connaissez des sites web de qualité traitant du thème abordé ici, merci de compléter l'article en donnant les références utiles à sa vérifiabilité et en les liant à la section « Notes et références ».
Rugby Challenge est un jeu vidéo de rugby à XV développé par Sidhe et sorti en 2011 sous le label Tru Blu Entertainment. Le jeu est intitulé All Blacks Rugby Challenge en Nouvelle-Zélande, Wallabies Rugby Challenge en Australie et Jonah Lomu Rugby Challenge en France et en Afrique du Sud.

## Problèmes de licence
Les équipes nationales n'ont pas de licence c'est-à-dire que ce ne sont pas les vrais joueurs qui représentent les équipes nationales sauf l'Australie, la Nouvelle Zélande et les États-Unis.[réf. nécessaire].

## Compétitions
Il y a plusieurs compétitions nationales et internationales dans le jeu[réf. nécessaire].

## Équipes
Toutes les équipes nationales ayant participé à la Coupe du monde 2011 sont représentées ainsi que les clubs des grands[Quoi ?] championnats[réf. nécessaire].